# ゴドーを待ちながら
『ゴドーを待ちながら』(ゴドーをまちながら、En attendant Godot)は、劇作家サミュエル・ベケットによる戯曲。副題（1954年に出版された、作者による英訳版"Waiting for Godot"にだけ）は「二幕からなる喜悲劇」。1940年代の終わりにベケットの第2言語であるフランス語で書かれた。初出版は1952年で、その翌年パリで初演。不条理演劇の代表作として演劇史にその名を残し、多くの劇作家たちに強い影響を与えた。

## あらすじ
『ゴドーを待ちながら』は2幕劇。木が一本立つ田舎の一本道が舞台である。
第1幕ではウラディミールとエストラゴンという2人の浮浪者が、ゴドーという人物を待ち続けている。2人はゴドーに会ったことはなく、たわいもないゲームをしたり、滑稽で実りのない会話を交わし続ける。そこにポッツォと従者・ラッキーがやってくる。ラッキーは首にロープを付けられており、市場に売りに行く途中だとポッツォは言う。ラッキーはポッツォの命ずるまま踊ったりするが、「考えろ!」と命令されて突然、哲学的な演説を始める。ポッツォとラッキーが去った後、使者の少年がやってきて、今日は来ないが明日は来る、というゴドーの伝言を告げる。
第2幕においてもウラディミールとエストラゴンがゴドーを待っている。1幕と同様に、ポッツォとラッキーが来るが、ポッツォは盲目になっており、ラッキーは何もしゃべらない。2人が去った後に使者の少年がやってくる。ウラディミールとエストラゴンは自殺を試みるが失敗し、幕になる。

## 説明
2人が待ち続けるゴドー(Godot)の名は英語の神(God)を意味するという説もあるが、ゴドーが実際に何者であるかは劇中で明言されず、解釈はそれぞれの観客に委ねられる。木一本だけの背景は空虚感を表し、似たような展開が2度繰り返されることで永遠の繰り返しが暗示される。

## 評価
ストーリーは特に展開せず、自己の存在意義を失いつつある現代人の姿とその孤独感を斬新なスタイルで描いている。当初は悪評によって迎え入れられたが、少しずつ話題を呼び人気を集めるようになった。同作品は不条理劇の傑作と目されるようになり、初演の約5年後には、20言語以上に翻訳され、現在も世界各地で公演され続けている。

## 上演史

### 1950年から1969年にかけて

#### フランスとドイツ
作品はレ・エディシオン・ド・ミニュイによって1952年9月に初めて出版され、劇場での最初のフルパフォーマンスに先んじて1952年10月17日に公開された。この初版ではたった2500冊しか印刷されなかった。1953年の1月4日、「一般公開の前に30人の聴衆が 『ゴドーを待ちながら』 のゲネプロに来た。（中略）後の言い伝えとは異なり、聴衆は優しかった。（中略） 毎日の新聞の数十本もの批評は寛大なものから熱狂的なものまで幅がある。（中略） 週刊誌の評価はより長く熱烈なものだった。さらにそれらの批評は最初の30日間の公演に観客を誘うのに間に合うように出された」その公演はパリにあるテアドル・ド・バビロンで1953年1月5日に始まった。しかしながら、初期の公演は事件が起きなかったわけではない。ある公演の間、「ラッキーの独白のあと幕を閉じなければならなかったが、身なりが整っていても不満に思った20人の観客は口笛を吹いたり嘲笑した。 抗議者の中の一人が『ル・モンド』に対して、1953年2月2日に中傷的な手紙を書きさえした」。
出演者はピエール・ラトゥール（エストラゴン）、リュシアン・ランブール（ウラジミール）、ジャン・マルタン（ラッキー）、ロジェ・ブラン（ポッツォ）だった。ポッツォを演じる予定だった俳優がもっと報酬の高い役を見つけたため、演出家（実生活では内気でやせ型の男）は、まくらでおなかを膨らませ、自ら大言壮語する頑強な人を演じることになった。少年は両方ともセルジュ・ルコワイントが演じた。 制作全体は少ない予算を切り詰めて行われた。マルタンが持っていた大きなぼろぼろの財布は「劇場の衣装係の夫がゴミ箱の掃除をしているときに、街のゴミの中から見つけたもの」であった。
ベケットにとって特に重要なのは、ドイツのレムシャイトに近いリュートリングハウゼン刑務所で行われた制作である。ある受刑者がフランス語の初版を手に入れ、自らドイツ語に翻訳して上演の許可を得た。初公演は1953年11月29日の夜であった。1954年10月に彼はベケットにこう書いている。：「多くの泥棒、偽造者、ごろつき、同性愛者、狂気に陥った人間、殺人者が、このくそみたいな人生を、待ちながら…待ちながら…待ちながら…過ごしている刑務所から、『ゴドーを待ちながら』について書かれた手紙を受け取るとは驚きでしょう。何を待っているんだ？ゴドーを？もしかしたらね」。ベケットは深く感動し最終公演を見るために刑務所を訪れるつもりだったが、それはついに叶わなかった。「これは監獄と囚人たちとベケットの永続的なつながりの始まりであった。（中略）彼は監獄で披露される自分の戯曲の作品に強い関心を寄せていた。」

#### イギリス
すべてのベケットのほかの翻訳と同様に、『ゴドーを待ちながら』の英訳は単なるEn attendant Godotの逐語訳ではない。「小さなしかし重要な異なりがフランス語と英語のテクストを別物にしています。ウラジーミルが農夫の名前（ボネリー）を思い出せないなど、翻訳がより不安定になり、記憶の消耗と喪失がより顕著になったことを示すものもあります」。たくさんの伝記的な細かい記述が失われ、そのすべてがベケットが残りの生涯にわたって修正し続けたテクストの全体的な「曖昧さ」を増大させた。
英語での初演は1955年8月3日にロンドンのアーツ・シアターで、24歳のピーター・ホールの演出により行われた。 初期段階のリハーサル中、ホールは役者たちに「ゴドーを待ちながらの一部が何を意味するのか本当に漠然とした理解すらできない（中略）でも、もし立ち止まってすべてのセリフについて話し合っていたら、決して公演をすることはできないだろう」と語った。ここでも印刷版が先行したが（ニューヨーク、グローヴ・プレス版、1954年）、フェイバーの 「カット」 版は1956年まで実現しなかった。その後、1965年に 「訂正版」 が作成されたが、 「最も正確なテキストはドゥガルド・マクミランとジェームズ・ノールソンが編集したTheatrical Notebooks I (Faber and Grove, 1993) であった。これは、ベケットのシラー劇場での上演版(1975年) とロンドンのサン・クエンティン・ドラマ・ワークショップの改訂版に基づいており、シラー作品を基にしているが、リバーサイド・スタジオ（1984年3月）でさらに改訂されている」。
1950年、イギリスでは演劇は厳しく検閲されていたが、ベケットはイギリスを言論の自由の砦と考えていたので驚いた。宮内長官は、 「勃起」 という言葉を削除し、 「『ファルトフ』は『ポポフ』になり、ゴッツォ夫人は『淋病』ではなく『いぼ』を持っていたことにすべき」 と主張した。実際、この劇を完全に禁止しようとする試みもあった。レディ・ドロシー・ハウィットは宮内長官に手紙を書き、 「劇中に流れる多くのテーマの1つは、2人の年老いた浮浪者が放尿したいという願望です。このようなトイレを必要とする様子の脚色は不快であり、イギリス人の良識に反します」と述べた。「イギリスで最初のゴドーの無修正バージョンは（中略）1964年12月30日に王立裁判所で披露された」 。
ロンドンでの公演は事故がなかったわけではない。ポッツォを演じた俳優のピーター・ブルは、最初の夜の観客の反応を次のように回想している。 「敵対心の波が足元の照明の上で渦巻き、この作品の連続公演の特徴となる大勢の観客の退席が幕が上がってからかなりすぐに始まった」 。

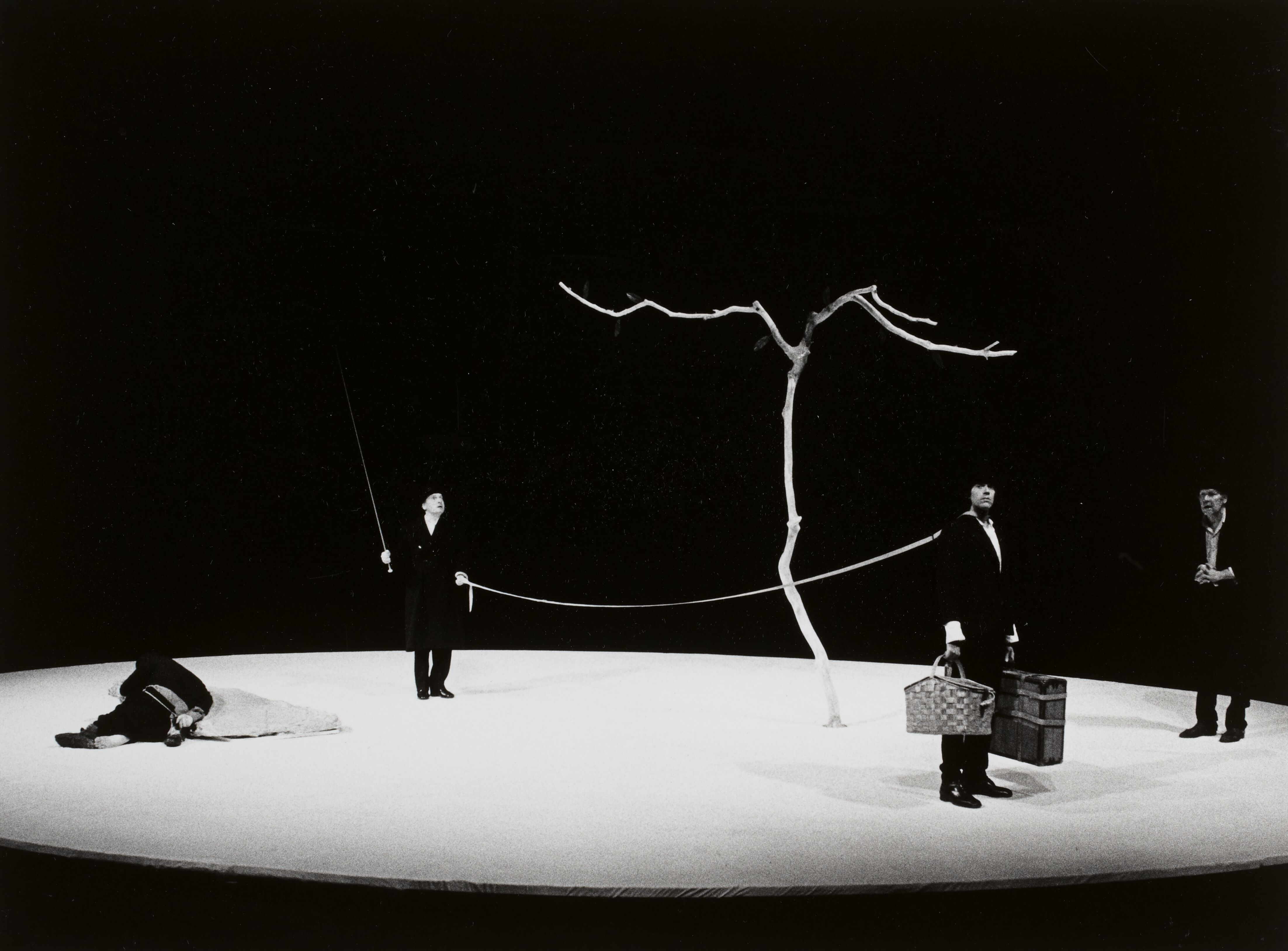
1978年のアヴィニョン演劇祭での『ゴドーを待ちながら』上演の様子

批評家たちは親切ではなかったが、 「1955年8月7日の日曜日、『オブザーバー紙』と『サンデー・タイムズ紙』のケネス・タイナンとハロルド・ホブソンの講評ですべてが変わった。ベケットはいつも2人の批評家の支援に感謝していた（中略）それは多かれ少なかれ一夜にしてこの劇をロンドンの人気作品に変えた」。「年末、イブニング・スタンダード・ドラマ・アワードが初めて開催された（中略）感情が高まり、サー・マルコム・サージェントが率いる反対派は、ゴドーが [最優秀新作演劇部門を] 受賞したら辞任すると脅した。賞のタイトルを変えることで、イングランド的な妥協案が練られた。『ゴドーを待ちながら』はThe Most Controversial Play of the Yearを受賞した。以来、一度も授与されたことのない賞である」。
1960年4月27日、 BBCラジオ3はドナルド・マクウィニー演出による最初のラジオ版を放送し、パトリック・マギーがウラジミール役、ウィルフリッド・ブランベルがエストラゴン役、フェリックス・フェルトンがポッツォ役、ドナルド・ドネリーがラッキー役、ジェレミー・ウォードが少年役を演じた。
1961年6月26日、ドナルド・マクウィニーが演出し、ジャック・マッゴーランがウラジミール役、ピーター・ウッドソープがエストラゴン役、フェリックス・フェルトンがポッツォ役、ティモシー・ベイトソンがラッキー役、マーク・マイルハムが少年役を演じた作品がBBCテレビで放送された。
1962年2月5日、BBCホームサービスは『フロム・ザ・フィフティーズ』シリーズの一環としてラジオ作品を放送し、ロビン・ミグリー演出、ウラジミール役にナイジェル・ストック、エストラゴン役にケネス・グリフィス、ポッツォ役にフィリップ・リーバー、ラッキー役にアンドルー・サックス、少年役にテリー・レイヴンが出演した。

#### アメリカ
アメリカでの『ゴドーを待ちながら』上演ツアーの計画は1955年に始まった。最初のアメリカツアーはアラン・シュナイダーが演出をつとめ、マイケル・マイヤーバーグが製作した。バート・ラーとトム・イーウェルが当初の主演であった。ツアーの最初は大失敗だった。この劇は当初、ワシントンとフィラデルフィアで披露される予定だった。しかし、前売り売上の低迷が原因で1956年1月上旬、マイアミに新しくオープンしたココナッツ・グローブ・プレイハウスで2週間の上演を余儀なくされ、観客は行楽客で構成されていた。マイヤーバーグにより地元の新聞に掲載された告知では 「二大陸の笑いのセンセーション」 と宣伝されていた。
ほとんどの観客はその劇に当惑した。劇場の観客は第1幕が終わると 「何も起こらない」 芝居だと言い残して立ち去り、タクシーの運転手は劇場の前で待って出てきた観客を家に連れて帰った。1956年4月までに、新たな公演が計画された。その月、シュナイダーとほとんどのキャストが交代した。ハーバート・バーゴフが演出家に就任し、E・G・マーシャルがトム・イーウェルに代わってウラジミールを演じた。1956年4月19日にジョン・ゴールデン・シアターでブロードウェイ初演が行われ、バート・ラーがエストラゴン、E・G・マーシャルがウラジミール、アルヴィン・エプスタインがラッキー、カート・カズナーがポッツォを演じた。この戯曲のニューヨークでの公演がこの戯曲が寓話であるかという議論を巻き起こした。『サタデー・レビュー』の批評家であるヘンリー・ヒューズはゴドーを神、ポッツォを資本家・貴族、ラッキーを労働者・プロレタリアとした。これを受けてベケットは珍しく声明を発表し、その反応は戯曲の誤解に基づくものであると述べた。ベケットにとって、劇は定義されまいとしているのだ。この劇のニューヨークでの上映は批評家に好評だった。『ニューヨーク・タイムズ』のブルックス・アトキンソンは、エストラゴン役のラーの演技を称賛した。この作品は、コロンビア・マスターワークス・レコードによって2枚組のアルバムとして録音された。
世界初演から4年後の1957年、『ゴドーを待ちながら』はカリフォルニア州のサン・クエンティン州立刑務所で1晩だけ上演された。サンフランシスコ・アクターズ・ワークショップのハーバート・ブラウが演出を担当した。約1,400人の受刑者がこの公演を目の当たりにした。1957年11月のサン・クエンティン刑務所での公演は大成功し、この劇は囚人たちに大きな影響を与え、刑務所内で演劇グループを立ち上げるきっかけとなった。刑務所内ではその後ベケットの作品を7本制作した。1958年、サンフランシスコのアクターズ・ワークショップが制作したこの劇は、1958年の万国博覧会のためにブリュッセルに行くことが決まった。ベケットは後に、サン・クエンティン刑務所の元囚人リック・クルーチーに、長年にわたって金銭的・精神的支援を行った。クルーチーは、65席の劇場に改装されていたカリフォルニア州サン・クエンティン刑務所のかつて絞首台のあった部屋で、2つの公演でウラジミールを演じたが、彼以前のドイツ人囚人と同様に、釈放後はベケットの様々な演劇に取り組むことになった。クルーチーは、「世界の他の地域が追いつくのに苦労している間に、サン・クエンティンの誰もがベケットについて理解していたということは、そうした状況と向き合うのがどういうことかということでした」 と語った。
最初のブロードウェイでのリバイバル公演は、1957年にヘルベルト・バーゴフの演出によりエセル・バリモア劇場で行われたが、上演回数はわずか6回 (1月21日-26日) にとどまった。
同じく1957年5月、ウォルター・ビアケル演出による上演がシカゴのスチュードベーカー劇場で、ハーヴェイ・コーマンがウラジミール役、ルイス・ゾリッチがエストラゴン役、ムールトリ・パッテンがポッツォ役、マイク・ニコルズがラッキー役で上演された。

### 日本
日本では1956年（昭和31年）7月に安堂信也によって白水社『現代海外戯曲』シリーズの一編として翻訳、出版される。1960年（昭和35年）安堂の所属する文学座アトリエ公開公演として上演されたのが日本における初公演である。
文学座公演「ゴドーを待ちながら」
1960年5月24日から5月30日まで都市センターホールで上演。
キャスト
- ヴラジーミル - 宮口精二
- エストラゴン - 近藤準
- ポッツォ - 高木均
- ラッキー - 有沢陽司
- 少年 - 宮口友夫

スタッフ
- 翻訳・演出 - 安堂信也

劇団民藝公演「ゴドーを待ちながら」
1965年12月7日 - 8日に農協ホール・砂防会館で上演。
出演
- 宇野重吉
- 下條正己
- 大滝秀治
- 米倉斉加年
- 桝谷一政

スタッフ
- 翻訳 - 渡辺浩子
- 演出 - 渡辺浩子
- 美術 - 内田喜三男
- 作曲 - 渡辺浦人
- 照明 - 山内晴雄

「贋作・ゴドーを待ちながら」
1966年5月に伊勢丹新宿店野外駐車場で上演。すまけいとその仲間（すまけい、太田豊治）による。

小川洋三プロデュース「ゴドーを待ちながら」
1980年9月に紀伊國屋ホールで上演。
出演
- 星セント・ルイス（星セント、星ルイス）
- 阿部寿美子
- 坂本長利

スタッフ
- 脚本・演出 - 早野寿郎

フラワーズカンパニー「○×式ゴドーを待ちながら」
1990年11月21日から12月2日まで東京芸術劇場小ホール2で上演。
キャスト
- 池田成志
- つみきみほ
- 久本雅美
- 渡辺いっけい
- 樫原ゆかり
- 長谷美智恵

スタッフ
- 脚本 - 川崎徹
- 構成・演出 - 木野花

新国立劇場公演「ゴドーを待ちながら」
2011年4月15日から5月1日まで新国立劇場小劇場で上演。翻訳、岩切正一郎、演出、森新太郎による。
キャスト
- ヴラジミール - 橋爪功
- エストラゴン - 石倉三郎
- ラッキー - 石井愃一
- 少年 - 柄本時生
- ポッツォ - 山野史人

スタッフ
- 翻訳 - 岩切正一郎
- 演出 - 森新太郎
- 美術 - 礒沼陽子
- 照明 - 笠原俊幸
- 音響 - 藤田赤目
- 衣装 - Koco
- ヘアメイク - 佐藤裕子
- 演出助手 - 内藤裕子
- 舞台監督 - 田中伸幸
- 美術監督 - 宮田慶子
- 主催 - 新国立劇場

劇団東京乾電池 ET×2 公演「ゴドーを待ちながら」
柄本佑と柄本時生の兄弟演劇ユニット「ET×2」が、劇団東京乾電池公演として2014年8月に上演。
2017年の公演では、柄本明が演出を担当。
キャスト
- ウラジミール - 柄本佑
- エストラゴン - 柄本時生
- ポッツォ - ベンガル
- ラッキー - 谷川昭一朗
- 少年 - 高田ワタリ

Kawai Project Vol.3「ゴドーを待ちながら」
河合祥一郎の新訳・演出により、2016年10月19日にこまばアゴラ劇場で上演。
キャスト
- ヴラディーミル - 原田大二郎
- エストラゴン - 高山春夫
- ポッツォ - 中山一朗
- ラッキー - 稲葉能敬
- 少年 - 宮下紘樹、古閑理 ※Wキャスト

## 備考
- この戯曲の上演にあたって生前のベケットはテキストを改変せず忠実であることを要請しており現在でも厳しく守られている。2012年に日本の身体障害者パフォーマンスグループ「劇団態変」がこの戯曲を一部改変して上演したが、フランスの著作権管理事務所から指摘を受け、謝罪文を掲示している[55]。2014年の日本のアニメ作品『SHIROBAKO』においても登場人物がこの戯曲を演じるシーンがあった箇所があり、放送後に一時「権利上の理由」でインターネットの公開が停止・該当箇所の修正が行われている[56]。
- 筒井康隆の『スタア』(1974年)では、舞台であるスタアの邸宅に来客が来るたびに後藤ではないかと皆が注目するがなかなか現れない。
- 作家、タレントであるいとうせいこうは『ゴドーは待たれながら』という戯曲作品を出版しており、これはウラディミールとエストラゴンにひたすら「待たれる」ゴドーを中心とした、いわばパロディ作品である。
- 鴻上尚史が自身の劇団である第三舞台の旗揚げにあたって戯作した『朝日のような夕日をつれて』は、この作品をベースにして書かれている。『朝日～』においてはゴドーが登場し、「もう待たない」というメッセージを伴って描かれている。
- ラーメンズが第15回公演『ALICE』の中で「後藤を待ちながら」というこの劇の構成をパロディ化したコントを披露している。
- 脚本家じんのひろあきは本作を下敷きに『デビルマン』をモチーフにした舞台『デビルマン ～不動を待ちながら～』の脚本を執筆している。『不動を～』では悪魔狩りの群衆に包囲された牧村家を舞台に、ゴドー＝デビルマン＝不動明を待つ人々の姿が描かれている。
- 伊東岳彦による『宇宙英雄物語』において、最終話タイトルが主人公である護堂十字を指して『ゴドーを待ちながら』となっている。
- 別役実は本作をベースにした戯曲『やってきたゴドー』を制作し、2008年に第11回鶴屋南北戯曲賞を受賞[57]。
- 雑談YouTubeチャンネル『バスを待ちながら』は、ゴドーをバスに比喩しており、次のバスが来るまでの数分間の間に、お笑い芸人たちがオリジナルゲームをしたりエピソードトークを交わし続ける。